# Parc national de Bükk
Le parc national de Bükk (Bükki Nemzeti Park, [ˈbykki ˌnɛmzɛti pɑɾk]) est un parc national de Hongrie couvrant 402 km², ce qui constitue le plus grand parc national du pays. Il fut créé en 1977. Il couvre en partie le massif du Bükk dans les Carpates occidentales. Il compte près de 600 grottes dont certaines sont visitables pendant la saison estivale moins pluvieuse. Sa faune abrite notamment l'aigle impérial, le faucon sacre et l'ours brun.
Ce parc se trouve dans le plus grand massif montagneux de la Hongrie. Le parc est également appelé le « contrefort des Carpates ». 

## Description
Il y a de nombreux lacs, rivières et surtout les plus grandes chutes d'eau du pays qui se trouvent à Lillafüred. C'est un massif montagneux assez humide qui reçoit en moyenne 1000mm de pluie par an ce qui fait que de nombreuses vallées sont fermées au public à cause des risques de crue.
Le sommet du massif est Szilvási-kő avec 961 mètres d'altitude ce qui constitue le quatrième plus haut sommet de Hongrie. Les hauts sommets du massif ne sont accessibles par la route que d'Avril à Novembre en raison de l'hiver qui est particulièrement rigoureux sur les crêtes avec des enneigements qui peuvent atteindre 1m50 ce qui est remarquable pour des montagnes en dessous de 1 000 mètres. C'est l'endroit possédant le climat le plus froid de Hongrie.
Les sommets offrent une vue remarquable sur la partie sud du massif qui est plus basse en altitude.
La grotte la plus longue (4 000 mètres) et la plus profonde (245 mètres) du pays, Istvánlápa, est située dans le parc. Le parc national de Bükk contient également quatre-vingt-dix espèces d’oiseaux nicheurs, dont certains sont considérés comme en voie de disparition. 

## Climat
Climat à l'observatoire Bánkút (925m) :
|                                   | Janvier | Février | Mars | Avril | Mai  | Juin | Juillet | Août | Septembre | Octobre | Novembre | Décembre | Moyenne/ total |
| --------------------------------- | ------- | ------- | ---- | ----- | ---- | ---- | ------- | ---- | --------- | ------- | -------- | -------- | -------------- |
| Température moyenne (°C)          | -2.8    | -1.5    | 1.1  | 5.6   | 7.6  | 10.9 | 12.2    | 12.0 | 11.2      | 5.8     | 1.2      | -1.7     | 5.3            |
| Température minimale moyenne (°C) | -7.6    | -5.7    | -2.6 | 1     | 5    | 8.1  | 9.1     | 8.3  | 7.7       | 3.5     | -1.1     | -5.1     | 2.1            |
| Température maximale (°C)         | 1.1     | 2.7     | 6.2  | 10.3  | 14.8 | 18.4 | 25.2    | 22.2 | 19.5      | 12      | 5.8      | 1.7      |                |
| Précipitations (mm)               | 95      | 82      | 114  | 103   | 77   | 53   | 56      | 75   | 82        | 98      | 112      | 96       | 1043           |

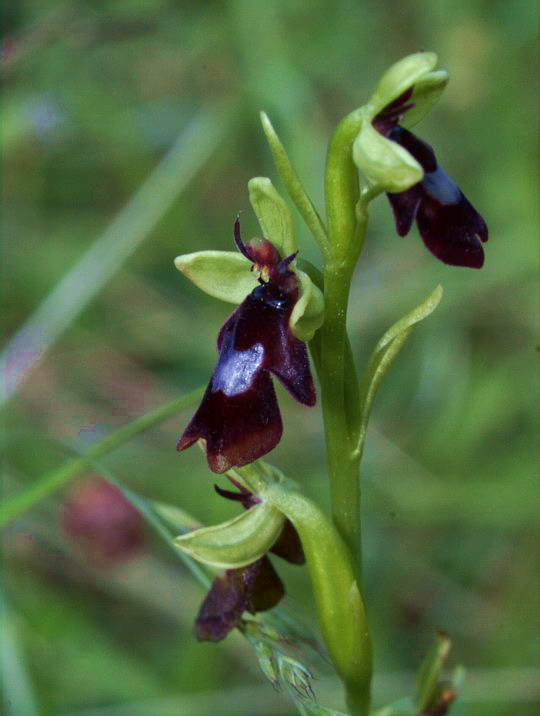
Ophrys mouche
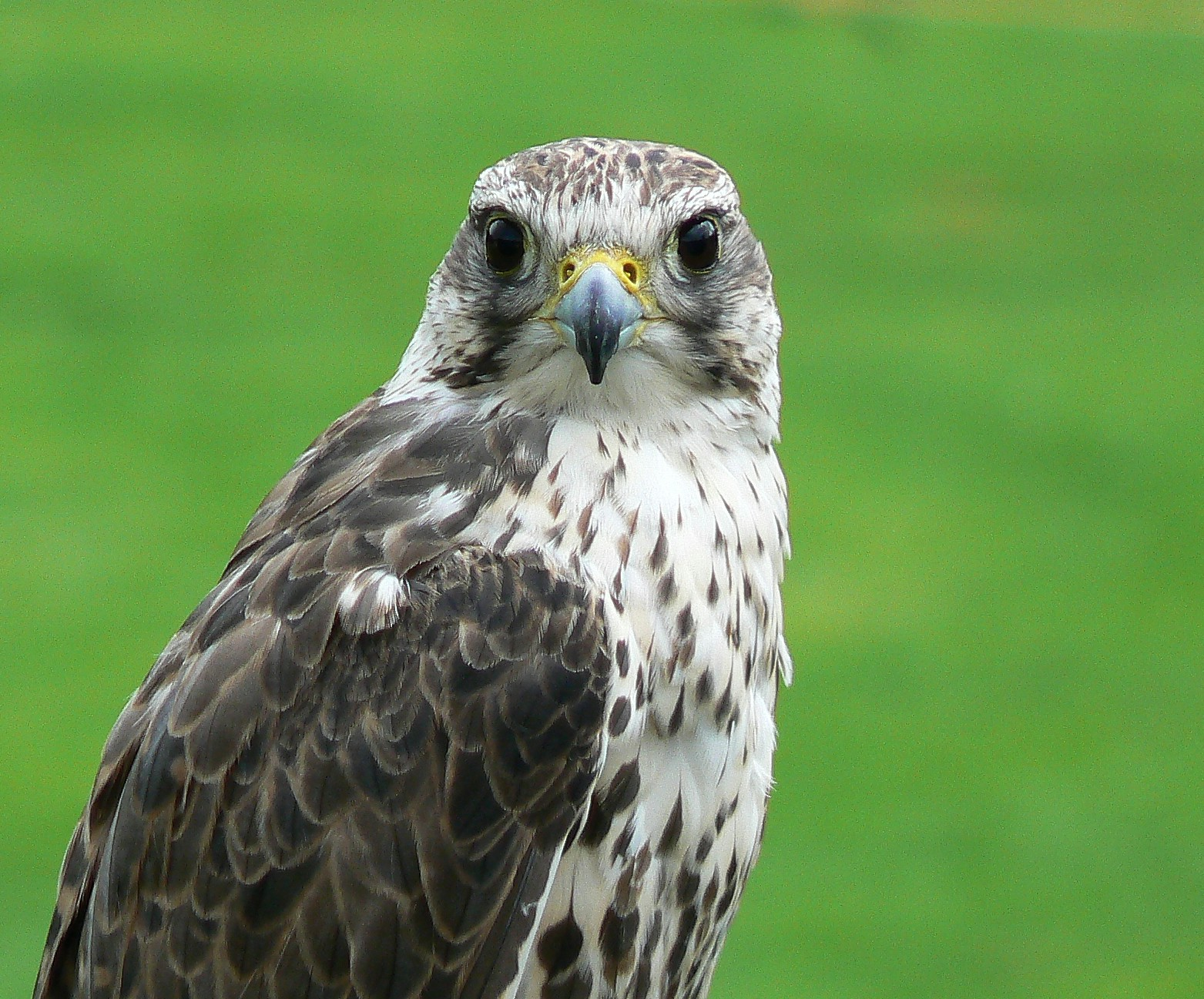
Faucon sacre
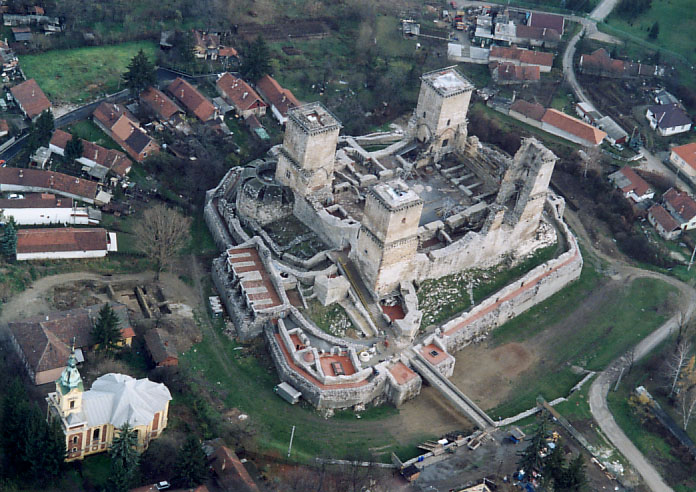
Château de Diósgyőr
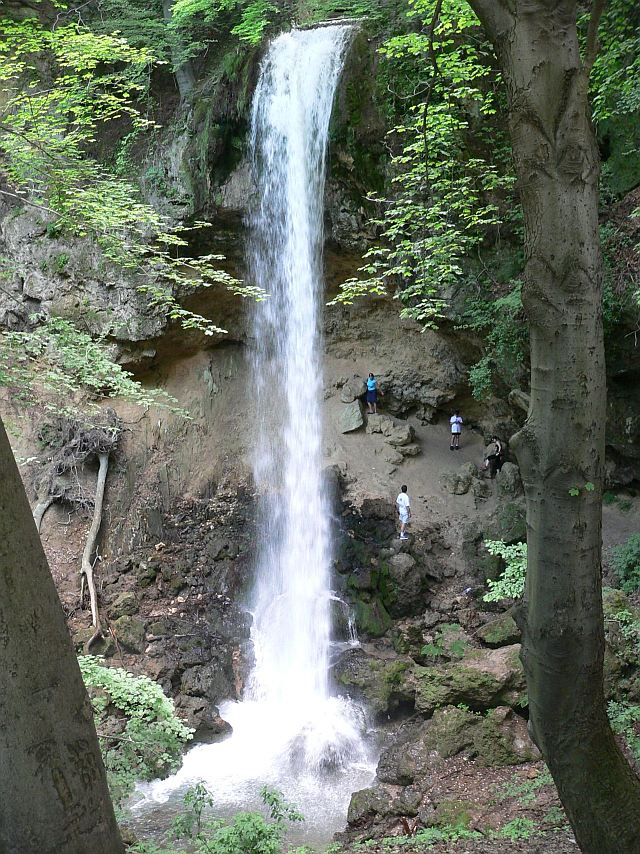
Cascade de Lillafüred
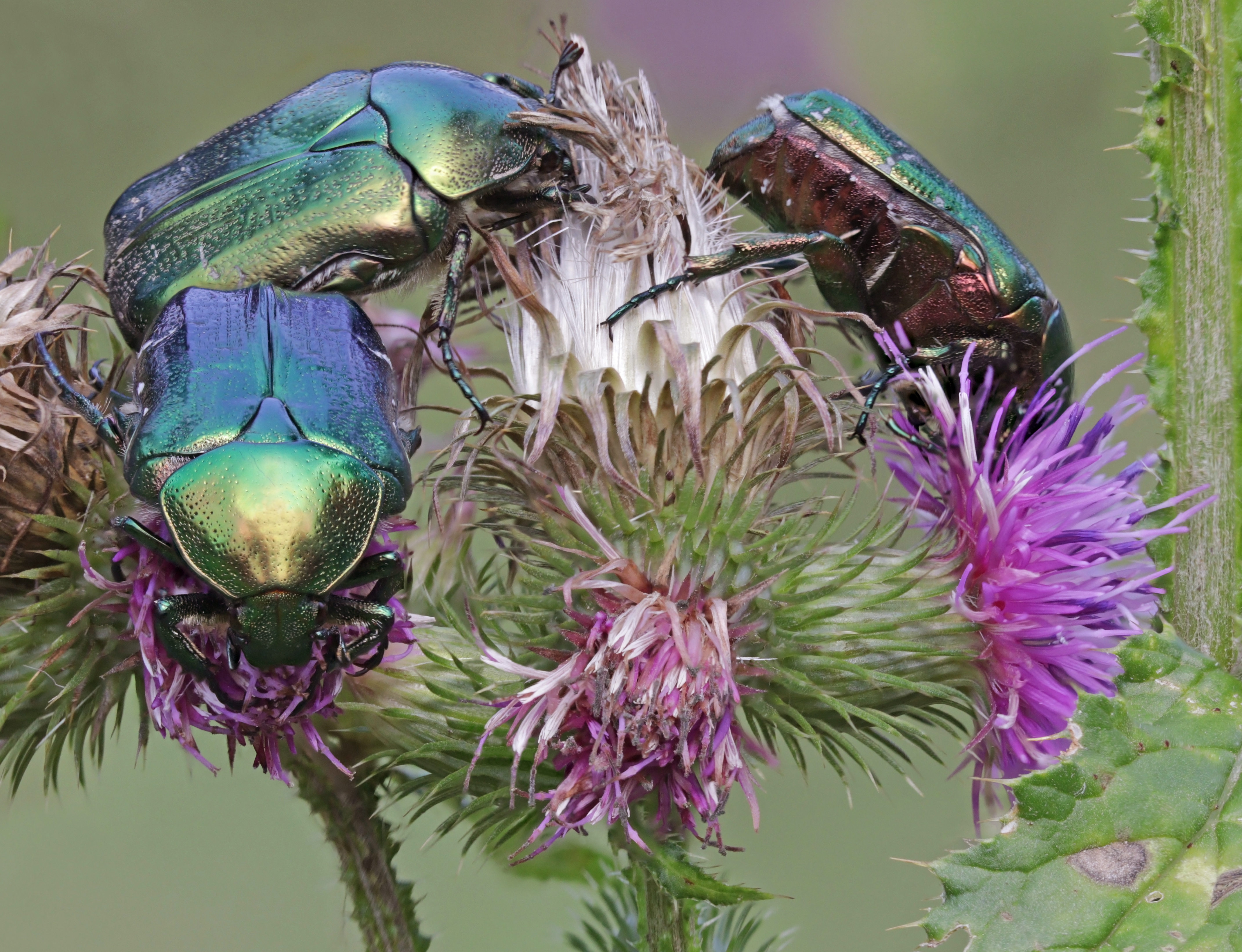
Cétoines dorées sur un carduus dans le parc national de Bükk. Aout 2019.
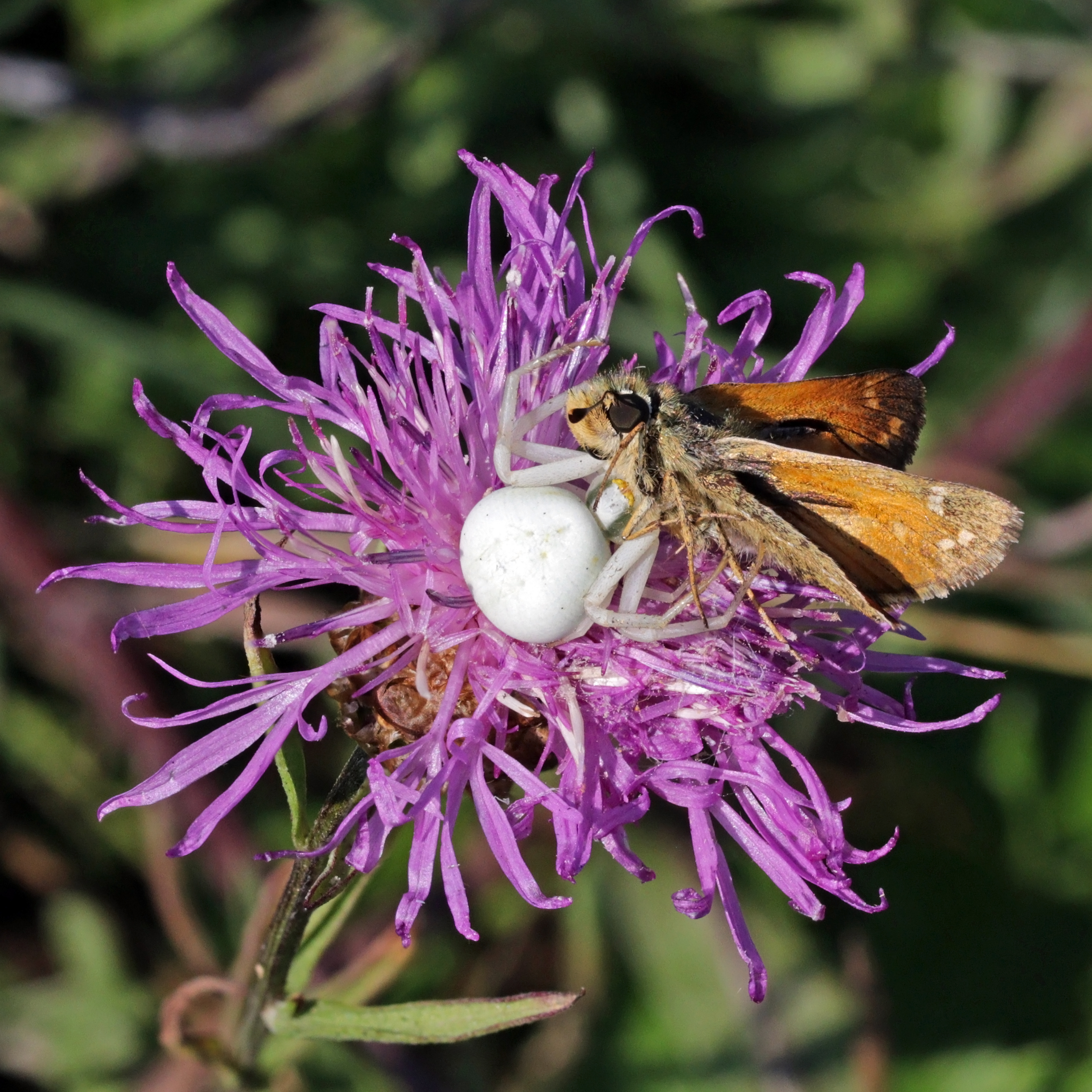
Misumena vatia femelle attrapant un virgule (papillon) sur une fleur de centaurée jacée dans le parc national de Bükk. Aout 2019.
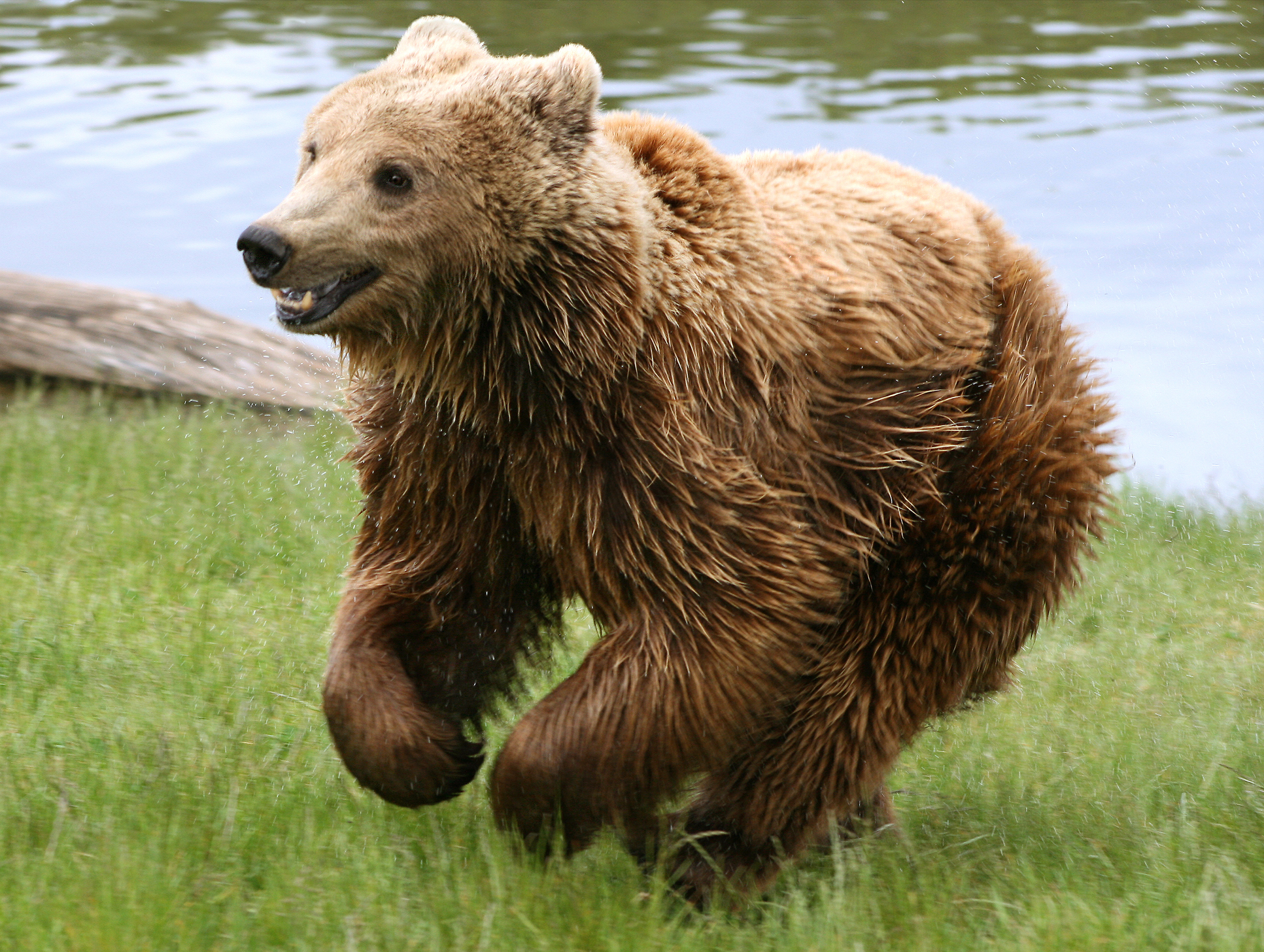
Ours brun